# سلاحف برية وأشباهها
السلاحف البرية وأشباهها (الاسم العلمي: Testudinoidea) هي فوق فصيلة من الزواحف تتبع رتيبة مخفيات الرقبة من رتبة السلاحف.

## التصنيف
- السلاحف البرية
  - السلحفاة أليفة الرمل